# 1923 في سويسرا
فيما يلي قوائم الأحداث التي وقعت خلال عام 1923 في سويسرا.

## رياضة
- 22 يوليو – سباق طواف فرنسا 1923 الفائزون Ottavio Bottecchia [الإنجليزية]‏، رومان بيلينجيه، هنري باليسر.

## مواليد

### مايو
- 19 مايو – أندريه كامينسكي كاتب سويسري.
- 21 مايو – أرمان بورل رياضياتي سويسري.

### ديسمبر
- 10 ديسمبر – كورت ري لاعب كرة قدم سويسري.

## وفيات

### فبراير
- 14 فبراير – أدولف كاغي (مواليد 1849)

### أكتوبر
- 27 أكتوبر – هانز كونراد شلنبرغر (مواليد 1872)